# Černihivská filharmonie

Černihivská filharmonie, někdy též nazývaná jako Černihivské oblastní filharmonické centrum pro festivaly a koncerty (ukrajinsky Чернігівський обласний філармонійний центр фестивалів та концертних програм), je budova poblíž náměstí Krasna v ukrajinském městě Černihiv. Budovu využívá černihivský orchestr. Kromě vystoupení tamějšího orchestru v budově vystupují i další hudebníci. Ředitelem filharmonie byl Terebua Sergey Ivanovič v roce 2024.

## Historie budovy

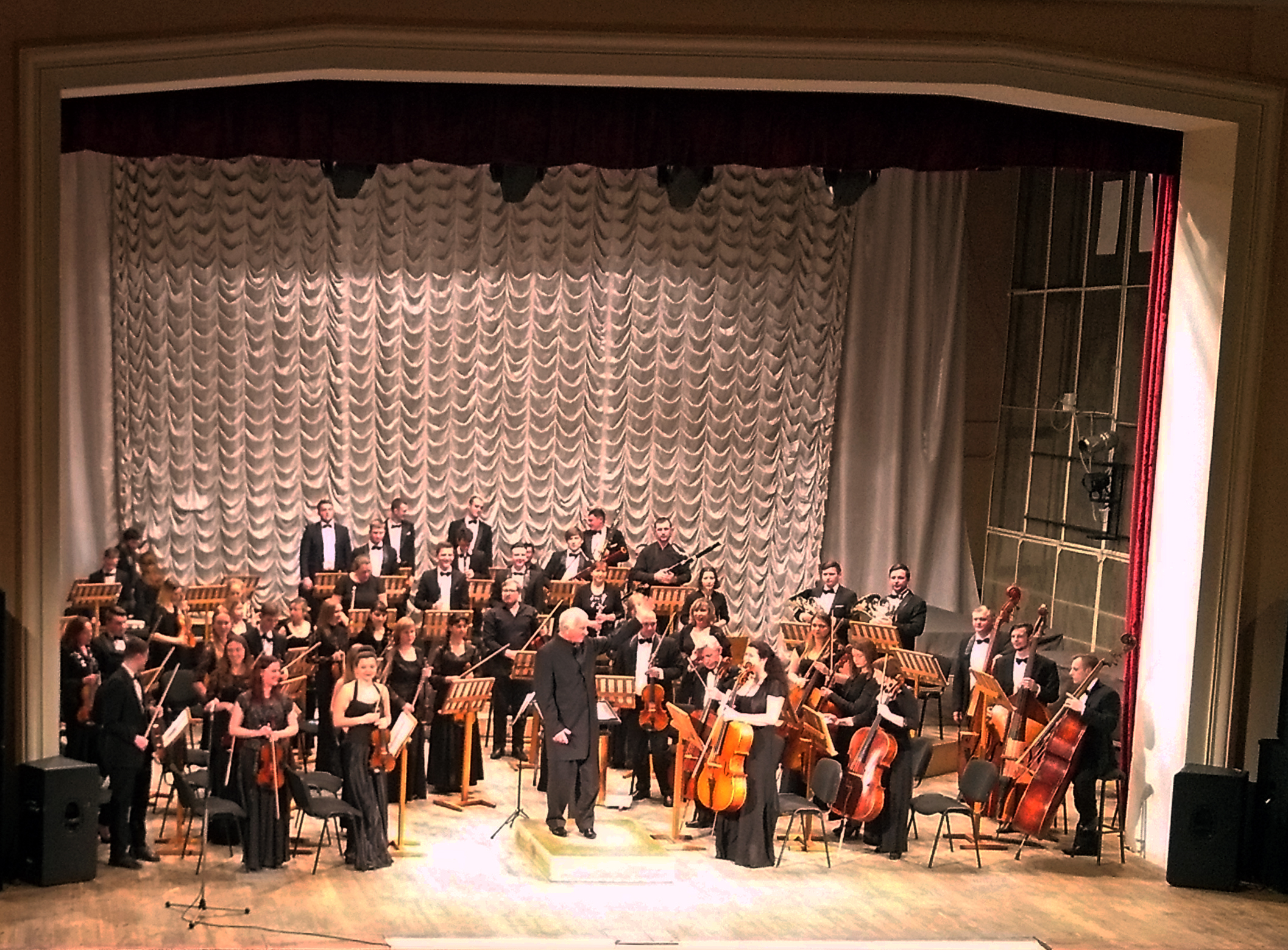
Černihivská filharmonie 2017

Filharmonie vždy nesídlila na adrese Náměstí míru 15. Filharmonisté koncertovali v budově klášteru Eletski do přelomu 19. a 20. století. Ve 30. letech 20. století se dokončila výstavba budovy na nynější adrese. Nacisté při bombardování Černihivu poškodili střechu a třetí patro filharmonie v srpnu 1941.
V poválečném období byla budova otevřena s opravenou střechou a novým půdorysně komplexním třetím patrem. Černihivská regionální filharmonická společnost byla přeorganizovaná do podoby Oblastního filharmonického centra festivalů a koncertních programů v roce 2000.

## Akce pořádané v budově
Proměna právní formy filharmonie měla vliv nejenom na název, ale i na spolupracující subjekty s filharmonií. Anna Binnewag začala svoji kariéru dirigentky v tamějším orchestru v roce 2014. K roku 2016 v budově vystupovaly soubory jako Černihivský dechový orchestr, jazzová kapela BissQuit, Černihivský akademický lidový sbor, Akademický komorní sbor D. Bortňanského, Siverski Kleynody nebo Akademický symfonický orchestr Filharmonia.

## Galerie budovy

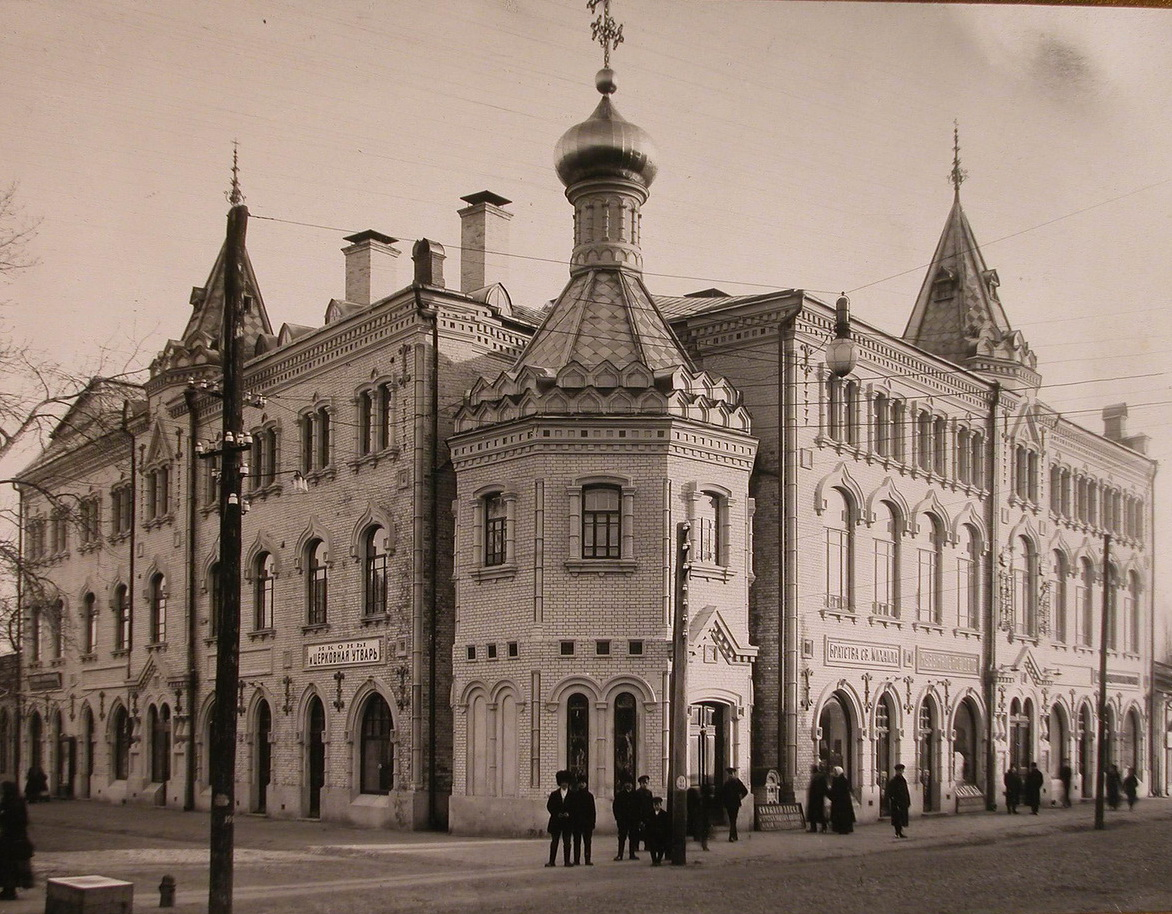
Dobová podoba budovy filharmonie před nacistickým bombardování v roce 1911
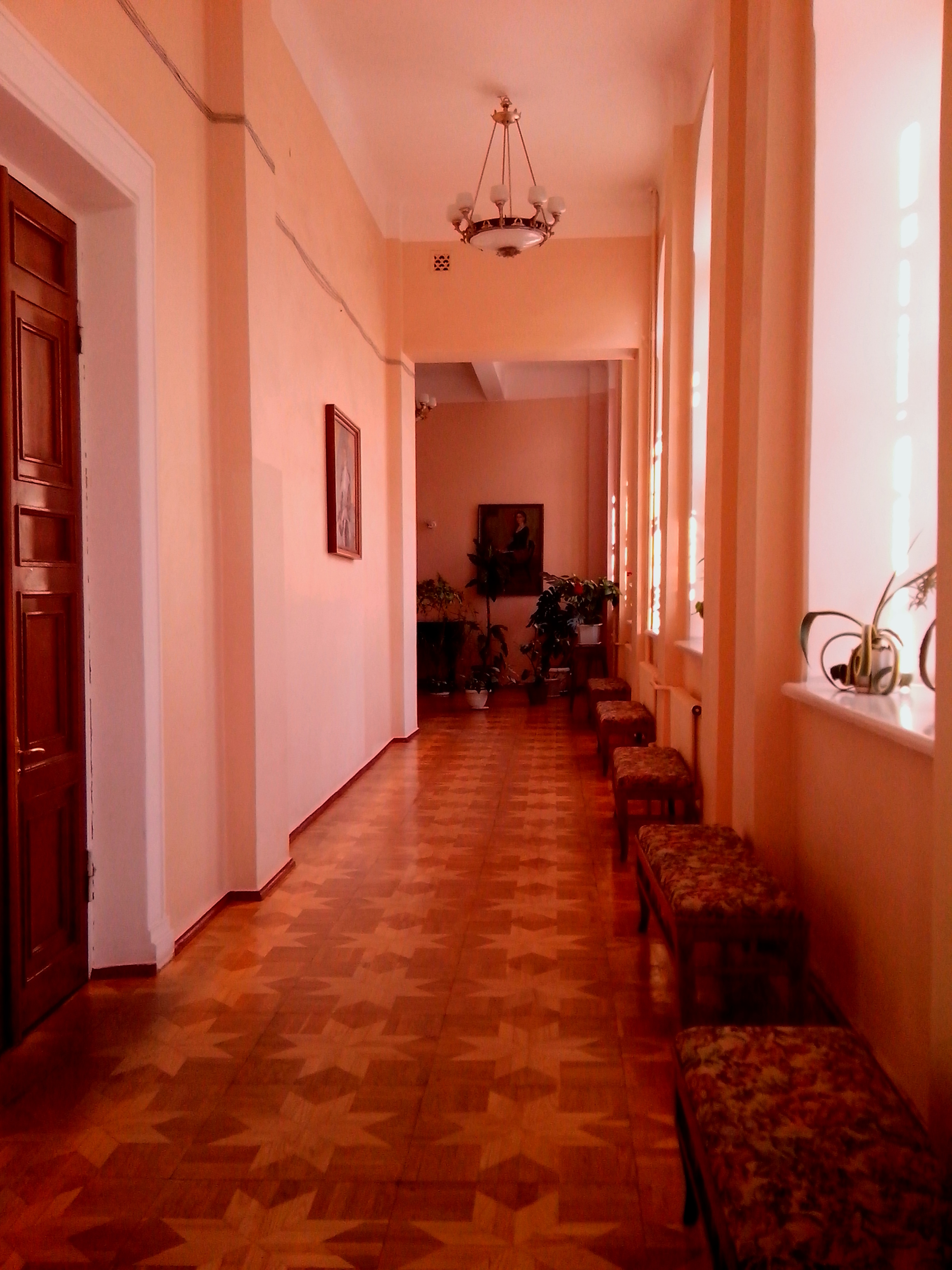
Interiér černihivské filharmonie jedné z levých chodeb budovy (2016)